# Miguel Francisco Fernandes
Miguel Francisco Fernandes (Desterro — agosto de 1857) foi um padre católico e político brasileiro.
Filho de José Francisco Fernandes e de Rosa Antônia de Jesus.
Estudou latim com o padre Joaquim Gomes de Oliveira e Paiva. Foi ordenado em 28 de janeiro de 1849.
Foi deputado à Assembleia Legislativa Provincial de Santa Catarina na 8ª legislatura (1850 — 1851), e na 11ª legislatura (1856 — 1857).